# Poules basses de la Ligue des champions masculine de l'EHF 2017-2018
Navigation
2016-2017 2018-2019
Cet article détaille les matchs de la Poule C et de la Poule D de la phase de groupe de la Ligue des champions 2017-2018 de handball organisée par la Fédération européenne de handball.
Les équipes terminant aux deux premières places de leur poule disputent des demi-finales de qualification en format croisé (le 1er d'une poule contre le 2e d'une autre), les équipes victorieuses se qualifiant pour les huitièmes de finale.

## Groupe C

### Classement
|   | Équipe                | Pts | J  | G | N | P | Bp  | Bc  | Diff |    |
| - | --------------------- | --- | -- | - | - | - | --- | --- | ---- | -- |
| 1 | Skjern Håndbold       | 16  | 10 | 8 | 0 | 2 | 326 | 252 | 74   | —  |
| 2 | CB Ademar León        | 12  | 10 | 6 | 0 | 4 | 270 | 270 | 0    | +3 |
| 3 | Gorenje Velenje       | 12  | 10 | 6 | 0 | 4 | 271 | 271 | 0    | -3 |
| 4 | Elverum Håndball      | 10  | 10 | 5 | 0 | 5 | 287 | 304 | -17  | —  |
| 5 | Kadetten Schaffhausen | 8   | 10 | 4 | 0 | 6 | 263 | 274 | -11  | —  |
| 6 | Dinamo Bucarest       | 2   | 10 | 1 | 0 | 9 | 278 | 324 | -46  | —  |

| - Qualifié pour les demi-finales de qualification - Éliminé (3e à la 6e place) | Source : Site de l'EHF |

### Journée 1
| 14 septembre 2017 20h15 | Kadetten Schaffhouse | 36 – 30   | Elverum Handball           | BBC-Arena, Schaffhouse Affluence : 1 050 Arbitrage : Gasmi, Gasmi |
| 14 septembre 2017 20h15 | Luka Maros 6         | (17 - 15) | Kevin Maageroe Gulliksen 8 | BBC-Arena, Schaffhouse Affluence : 1 050 Arbitrage : Gasmi, Gasmi |
| 14 septembre 2017 20h15 | ×2 ×6                | Rapport   | ×2 ×1                      | BBC-Arena, Schaffhouse Affluence : 1 050 Arbitrage : Gasmi, Gasmi |

| 17 septembre 2017 16h50 | Skjern Håndbold | 39 – 28   | Dinamo Bucarest       | Skjern Bank Arena, Ringkøbing-Skjern Affluence : 1 120 Arbitrage : Baranowski, Lemanowicz |
| 17 septembre 2017 16h50 | 2 joueurs 6     | (19 - 11) | Vadim Gaïdoutchenko 6 | Skjern Bank Arena, Ringkøbing-Skjern Affluence : 1 120 Arbitrage : Baranowski, Lemanowicz |
| 17 septembre 2017 16h50 | ×2              | Rapport   | ×2 ×3                 | Skjern Bank Arena, Ringkøbing-Skjern Affluence : 1 120 Arbitrage : Baranowski, Lemanowicz |

| 17 septembre 2017 17h00 | RK Gorenje Velenje | 23 – 22   | CB Ademar León  | Red Hall, Velenje Affluence : 1 000 Arbitrage : Kiyashko, Kiselev |
| 17 septembre 2017 17h00 | 2 joueurs 6        | (12 - 10) | Juanin García 7 | Red Hall, Velenje Affluence : 1 000 Arbitrage : Kiyashko, Kiselev |
| 17 septembre 2017 17h00 | ×2 ×3              | Rapport   | ×3 ×1           | Red Hall, Velenje Affluence : 1 000 Arbitrage : Kiyashko, Kiselev |

### Journée 2
| 23 septembre 2017 17h00 | Elverum Handball           | 27 – 32   | Skjern Håndbold | Terningen Arena, Elverum Affluence : 1 790 Arbitrage : Schulze, Tönnies |
| 23 septembre 2017 17h00 | Kevin Maageroe Gulliksen 5 | (11 - 17) | Bjarte Myrhol 8 | Terningen Arena, Elverum Affluence : 1 790 Arbitrage : Schulze, Tönnies |
| 23 septembre 2017 17h00 | ×2                         | Rapport   | ×3 ×4           | Terningen Arena, Elverum Affluence : 1 790 Arbitrage : Schulze, Tönnies |

| 23 septembre 2017 19h00 | Dinamo Bucarest | 26 – 27  | RK Gorenje Velenje | Sala Polivalentă Dinamo, Bucarest Affluence : 1 500 Arbitrage : Brkic, Jusufhodzic |
| 23 septembre 2017 19h00 | 2 joueurs 5     | (10 - 9) | Matjaž Brumen 7    | Sala Polivalentă Dinamo, Bucarest Affluence : 1 500 Arbitrage : Brkic, Jusufhodzic |
| 23 septembre 2017 19h00 | ×2              | Rapport  | ×2                 | Sala Polivalentă Dinamo, Bucarest Affluence : 1 500 Arbitrage : Brkic, Jusufhodzic |

| 24 septembre 2017 17h00 | CB Ademar León      | 29 – 28   | Kadetten Schaffhouse | Palais des sports de León, León Affluence : 2 500 Arbitrage : Mandák, Rudinský |
| 24 septembre 2017 17h00 | Alejandro Costoya 5 | (14 - 13) | Vladislav Ostrouchko | Palais des sports de León, León Affluence : 2 500 Arbitrage : Mandák, Rudinský |
| 24 septembre 2017 17h00 | ×0 ×2               | Rapport   | ×1 ×4                | Palais des sports de León, León Affluence : 2 500 Arbitrage : Mandák, Rudinský |

### Journée 3
| 27 septembre 2017 18h00 | Dinamo Bucarest | 29 – 28   | Kadetten Schaffhouse | Sala Polivalentă Dinamo, Bucarest Affluence : 1 700 Arbitrage : Konjicanin, Konjicanin |
| 27 septembre 2017 18h00 | 2 joueurs 5     | (14 - 12) | Manuel Liniger 9     | Sala Polivalentă Dinamo, Bucarest Affluence : 1 700 Arbitrage : Konjicanin, Konjicanin |
| 27 septembre 2017 18h00 | ×2 ×4           | Rapport   | ×2 ×1                | Sala Polivalentă Dinamo, Bucarest Affluence : 1 700 Arbitrage : Konjicanin, Konjicanin |

| 30 septembre 2017 19h30 | CB Ademar León   | 26 – 30   | Elverum Handball            | Palais des sports de León, León Affluence : 2 500 Arbitrage : Freitas, Carvalho |
| 30 septembre 2017 19h30 | Juanin García 13 | (10 - 12) | Kevin Maageroe Gulliksen 14 | Palais des sports de León, León Affluence : 2 500 Arbitrage : Freitas, Carvalho |
| 30 septembre 2017 19h30 | ×1 ×2            | Rapport   | ×3                          | Palais des sports de León, León Affluence : 2 500 Arbitrage : Freitas, Carvalho |

| 1er octobre 2017 17h00 | RK Gorenje Velenje | 31 – 29   | Skjern Håndbold | Rdeca Dvorana, Velenje Affluence : 1 000 Arbitrage : Tzaferopoulos, Bethmann |
| 1er octobre 2017 17h00 | 2 joueurs 5        | (15 - 14) | Markus Olsson 9 | Rdeca Dvorana, Velenje Affluence : 1 000 Arbitrage : Tzaferopoulos, Bethmann |
| 1er octobre 2017 17h00 | ×2 ×5              | Rapport   | ×3 ×5           | Rdeca Dvorana, Velenje Affluence : 1 000 Arbitrage : Tzaferopoulos, Bethmann |

### Journée 4
| 5 octobre 2017 20h15 | Kadetten Schaffhouse | 31 – 28   | RK Gorenje Velenje | BBC-Arena, Schaffhouse Affluence : 1 380 Arbitrage : Covalciuc, Covalciuc |
| 5 octobre 2017 20h15 | Gábor Császár 9      | (14 - 14) | Jan Grebenc 6      | BBC-Arena, Schaffhouse Affluence : 1 380 Arbitrage : Covalciuc, Covalciuc |
| 5 octobre 2017 20h15 | ×2 ×7                | Rapport   | ×3                 | BBC-Arena, Schaffhouse Affluence : 1 380 Arbitrage : Covalciuc, Covalciuc |

| 8 octobre 2017 15h10 | Skjern Håndbold | 33 – 25   | CB Ademar León | Skjern Bank Arena, Ringkøbing-Skjern Affluence : 2 810 Arbitrage : Nabokau, Kulik |
| 8 octobre 2017 15h10 | 2 joueurs 8     | (18 - 15) | 2 joueurs 5    | Skjern Bank Arena, Ringkøbing-Skjern Affluence : 2 810 Arbitrage : Nabokau, Kulik |
| 8 octobre 2017 15h10 | ×1 ×3           | Rapport   | ×4 ×3          | Skjern Bank Arena, Ringkøbing-Skjern Affluence : 2 810 Arbitrage : Nabokau, Kulik |

| 8 octobre 2017 17h00 | Elverum Handball | 40 – 32   | Dinamo Bucarest  | Terningen Arena, Elverum Affluence : 1 760 Arbitrage : Andorka, Hucker |
| 8 octobre 2017 17h00 | André Lindboe 8  | (19 - 15) | Marius Mocanu 10 | Terningen Arena, Elverum Affluence : 1 760 Arbitrage : Andorka, Hucker |
| 8 octobre 2017 17h00 | ×1 ×2            | Rapport   | ×2 ×3            | Terningen Arena, Elverum Affluence : 1 760 Arbitrage : Andorka, Hucker |

### Journée 5
| 12 octobre 2017 20h15 | Kadetten Schaffhouse | 25 – 24  | Skjern Håndbold | BBC-Arena, Schaffhouse Affluence : 1 190 Arbitrage : Bonifert, Oláh |
| 12 octobre 2017 20h15 | Gábor Császár 9      | (9 - 13) | Markus Olsson 6 | BBC-Arena, Schaffhouse Affluence : 1 190 Arbitrage : Bonifert, Oláh |
| 12 octobre 2017 20h15 | ×3 ×4                | Rapport  | ×2 ×3           | BBC-Arena, Schaffhouse Affluence : 1 190 Arbitrage : Bonifert, Oláh |

| 15 octobre 2017 17h00 | Elverum Handball           | 29 – 28   | RK Gorenje Velenje | Skjern Bank Arena, Ringkøbing-Skjern Affluence : 2 270 Arbitrage : Panayides, Andreou |
| 15 octobre 2017 17h00 | Nikolaj Vestergaard Mehl 5 | (17 - 14) | Nejc Cehte 9       | Skjern Bank Arena, Ringkøbing-Skjern Affluence : 2 270 Arbitrage : Panayides, Andreou |
| 15 octobre 2017 17h00 | ×3 ×1                      | Rapport   | ×4 ×3              | Skjern Bank Arena, Ringkøbing-Skjern Affluence : 2 270 Arbitrage : Panayides, Andreou |

| 15 octobre 2017 17h00 | Dinamo Bucarest | 24 – 28   | CB Ademar León | Sala Polivalentă Dinamo, Bucarest Affluence : 1 500 Arbitrage : Erdogan, Özdeniz |
| 15 octobre 2017 17h00 | 2 joueurs 5     | (13 - 17) | 2 joueurs 6    | Sala Polivalentă Dinamo, Bucarest Affluence : 1 500 Arbitrage : Erdogan, Özdeniz |
| 15 octobre 2017 17h00 | ×2 ×5           | Rapport   | ×2 ×1          | Sala Polivalentă Dinamo, Bucarest Affluence : 1 500 Arbitrage : Erdogan, Özdeniz |

### Journée 6
| 4 novembre 2017 19h30 | RK Gorenje Velenje | 30 – 21   | Elverum Handball  | Rdeca Dvorana, Velenje Affluence : 1 200 Arbitrage : Kouz, Zhoba |
| 4 novembre 2017 19h30 | Rok Ovnicek 7      | (14 - 12) | Richard Hanisch 4 | Rdeca Dvorana, Velenje Affluence : 1 200 Arbitrage : Kouz, Zhoba |
| 4 novembre 2017 19h30 | ×1 ×5              | Rapport   | ×2                | Rdeca Dvorana, Velenje Affluence : 1 200 Arbitrage : Kouz, Zhoba |

| 4 novembre 2017 19h30 | CB Ademar León                | 32 – 29   | Dinamo Bucarest       | Palais des sports de León, León Affluence : 3 000 Arbitrage : Baumgart, Wild |
| 4 novembre 2017 19h30 | Juan José Fernandez Sanchez 9 | (18 - 15) | Vadim Gaïdoutchenko 8 | Palais des sports de León, León Affluence : 3 000 Arbitrage : Baumgart, Wild |
| 4 novembre 2017 19h30 | ×2 ×3                         | Rapport   | ×6                    | Palais des sports de León, León Affluence : 3 000 Arbitrage : Baumgart, Wild |

| 5 novembre 2017 16h50 | Skjern Håndbold | 32 – 22   | Kadetten Schaffhouse | Skjern Bank Arena, Ringkøbing-Skjern Affluence : 2 863 Arbitrage : Leandersson, Lindroos |
| 5 novembre 2017 16h50 | Anders Eggert 7 | (13 - 13) | Gábor Császár 6      | Skjern Bank Arena, Ringkøbing-Skjern Affluence : 2 863 Arbitrage : Leandersson, Lindroos |
| 5 novembre 2017 16h50 | ×4              | Rapport   | ×3 ×7 ×2             | Skjern Bank Arena, Ringkøbing-Skjern Affluence : 2 863 Arbitrage : Leandersson, Lindroos |

### Journée 7
| 8 novembre 2017 19h00 | Elverum Handball | 26 – 22  | Kadetten Schaffhouse | Terningen Arena, Elverum Affluence : 2 400 Arbitrage : Kiyashkon Kiselev |
| 8 novembre 2017 19h00 | André Lindboe    | (12 - 9) | Gábor Császár 4      | Terningen Arena, Elverum Affluence : 2 400 Arbitrage : Kiyashkon Kiselev |
| 8 novembre 2017 19h00 | ×3 ×4            | Rapport  | ×3 ×6                | Terningen Arena, Elverum Affluence : 2 400 Arbitrage : Kiyashkon Kiselev |

| 9 novembre 2017 18h00 | Dinamo Bucarest | 23 – 36  | Skjern Håndbold               | Sala Polivalentă Dinamo, Bucarest Affluence : 700 Arbitrage : Vesovic, Mitrovic |
| 9 novembre 2017 18h00 | 2 joueurs 5     | (8 - 18) | Bjarke Fredsted Christensen 6 | Sala Polivalentă Dinamo, Bucarest Affluence : 700 Arbitrage : Vesovic, Mitrovic |
| 9 novembre 2017 18h00 | ×3 ×4           | Rapport  | ×3 ×4 ×2                      | Sala Polivalentă Dinamo, Bucarest Affluence : 700 Arbitrage : Vesovic, Mitrovic |

| 11 novembre 2017 19h30 | CB Ademar León | 28 – 24   | RK Gorenje Velenje | Palais des sports de León, León Affluence : 2 000 Arbitrage : Leszczynski, Piechota |
| 11 novembre 2017 19h30 | 2 joueurs 5    | (15 - 13) | 2 joueurs 6        | Palais des sports de León, León Affluence : 2 000 Arbitrage : Leszczynski, Piechota |
| 11 novembre 2017 19h30 | ×2             | Rapport   | ×1 ×4              | Palais des sports de León, León Affluence : 2 000 Arbitrage : Leszczynski, Piechota |

### Journée 8
| 16 novembre 2017 19h00 | RK Gorenje Velenje | 33 – 29   | Dinamo Bucarest        | Rdeca Dvorana, Velenje Affluence : 1 043 Arbitrage : Gasmi, Gasmi |
| 16 novembre 2017 19h00 | Niko Medved 8      | (17 - 15) | Marius Iulian Mocanu 7 | Rdeca Dvorana, Velenje Affluence : 1 043 Arbitrage : Gasmi, Gasmi |
| 16 novembre 2017 19h00 | ×3 ×2              | Rapport   | ×1 ×5                  | Rdeca Dvorana, Velenje Affluence : 1 043 Arbitrage : Gasmi, Gasmi |

| 16 novembre 2017 20h15 | Kadetten Schaffhouse | 23 – 24   | CB Ademar León  | BBC-Arena, Schaffhouse Affluence : 1 620 Arbitrage : Bounouara, Sami |
| 16 novembre 2017 20h15 | Zoran Markovic 8     | (10 - 15) | Juanín García 7 | BBC-Arena, Schaffhouse Affluence : 1 620 Arbitrage : Bounouara, Sami |
| 16 novembre 2017 20h15 | ×3 ×5 ×2             | Rapport   | ×2 ×4           | BBC-Arena, Schaffhouse Affluence : 1 620 Arbitrage : Bounouara, Sami |

| 19 novembre 2017 16h50 | Skjern Håndbold | 35 – 25   | Elverum Handball | Skjern Bank Arena, Ringkøbing-Skjern Affluence : 2 617 Arbitrage : Mandák, Rudinský |
| 19 novembre 2017 16h50 | Markus Olsson 7 | (16 - 12) | Tine Poklar 5    | Skjern Bank Arena, Ringkøbing-Skjern Affluence : 2 617 Arbitrage : Mandák, Rudinský |
| 19 novembre 2017 16h50 | ×3 ×5           | Rapport   | ×2 ×4            | Skjern Bank Arena, Ringkøbing-Skjern Affluence : 2 617 Arbitrage : Mandák, Rudinský |

### Journée 9
| 25 novembre 2017 19h30 | CB Ademar León | 26 – 31   | Skjern Håndbold  | Palais des sports de León, León Affluence : 4 000 Arbitrage : Kiyashko, Kiselev |
| 25 novembre 2017 19h30 | 3 joueurs 5    | (12 - 13) | Bjarte Myrhol 10 | Palais des sports de León, León Affluence : 4 000 Arbitrage : Kiyashko, Kiselev |
| 25 novembre 2017 19h30 | ×1             | Rapport   | ×2               | Palais des sports de León, León Affluence : 4 000 Arbitrage : Kiyashko, Kiselev |

| 25 novembre 2017 19h30 | RK Gorenje Velenje | 27 – 21   | Kadetten Schaffhouse | Rdeca Dvorana, Velenje Affluence : 1 580 Arbitrage : Erdogan, Özdeniz |
| 25 novembre 2017 19h30 | 2 joueurs 5        | (10 - 11) | Andrija Pendic 7     | Rdeca Dvorana, Velenje Affluence : 1 580 Arbitrage : Erdogan, Özdeniz |
| 25 novembre 2017 19h30 | ×2 ×5              | Rapport   | ×3 ×8 ×4             | Rdeca Dvorana, Velenje Affluence : 1 580 Arbitrage : Erdogan, Özdeniz |

| 26 novembre 2017 17h00 | Dinamo Bucarest   | 33 – 34   | Elverum Handball | Sala Polivalentă Dinamo, Bucarest Affluence : 800 Arbitrage : Cindric, Gonzurek |
| 26 novembre 2017 17h00 | Ciprian Șandru 10 | (16 - 16) | André Lindboe 13 | Sala Polivalentă Dinamo, Bucarest Affluence : 800 Arbitrage : Cindric, Gonzurek |
| 26 novembre 2017 17h00 | ×3 ×4             | Rapport   | ×3               | Sala Polivalentă Dinamo, Bucarest Affluence : 800 Arbitrage : Cindric, Gonzurek |

### Journée 10
| 30 novembre 2017 20h15 | Kadetten Schaffhouse | 27 – 25   | Dinamo Bucarest    | BBC-Arena, Schaffhouse Affluence : 1 310 Arbitrage : Pandzic, Mosorinski |
| 30 novembre 2017 20h15 | Nik Tominec 8        | (14 - 14) | Vitaly Komogorov 9 | BBC-Arena, Schaffhouse Affluence : 1 310 Arbitrage : Pandzic, Mosorinski |
| 30 novembre 2017 20h15 | ×3 ×1                | Rapport   | ×3 ×6              | BBC-Arena, Schaffhouse Affluence : 1 310 Arbitrage : Pandzic, Mosorinski |

| 3 décembre 2017 16h00 | Skjern Håndbold | 35 – 20  | RK Gorenje Velenje | Skjern Bank Arena, Ringkøbing-Skjern Affluence : 2 411 Arbitrage : Harabagiu, Stanescu |
| 3 décembre 2017 16h00 | Markus Olsson 7 | (18 - 9) | 2 joueurs 4        | Skjern Bank Arena, Ringkøbing-Skjern Affluence : 2 411 Arbitrage : Harabagiu, Stanescu |
| 3 décembre 2017 16h00 | ×3 ×4           | Rapport  | ×3                 | Skjern Bank Arena, Ringkøbing-Skjern Affluence : 2 411 Arbitrage : Harabagiu, Stanescu |

| 3 décembre 2017 17h00 | Elverum Handball | 25 – 30   | CB Ademar León        | Terningen Arena, Elverum Affluence : 2 280 Arbitrage : Konjicanin, Konjicanin |
| 3 décembre 2017 17h00 | Tine Poklar 5    | (13 - 13) | Mario Lopez Alvarez 6 | Terningen Arena, Elverum Affluence : 2 280 Arbitrage : Konjicanin, Konjicanin |
| 3 décembre 2017 17h00 | ×3 ×2            | Rapport   | ×2 ×3                 | Terningen Arena, Elverum Affluence : 2 280 Arbitrage : Konjicanin, Konjicanin |

## Groupe D

### Classement
|   | Équipe               | Pts | J  | G | N | P | Bp  | Bc  | Diff |
| - | -------------------- | --- | -- | - | - | - | --- | --- | ---- |
| 1 | Montpellier Handball | 16  | 10 | 8 | 0 | 2 | 309 | 267 | 42   |
| 2 | HC Motor Zaporijia   | 15  | 10 | 6 | 3 | 1 | 294 | 263 | 31   |
| 3 | Beşiktaş JK          | 11  | 10 | 5 | 1 | 4 | 293 | 296 | -3   |
| 4 | Sporting CP          | 8   | 10 | 4 | 0 | 7 | 293 | 297 | -4   |
| 5 | RK Metalurg Skopje   | 5   | 10 | 2 | 1 | 7 | 262 | 293 | -31  |
| 6 | Medvedi Tchekhov     | 5   | 10 | 2 | 1 | 7 | 271 | 306 | -35  |

| - Qualifié pour les demi-finales de qualification - Éliminé (3e à la 6e place) | Source : Site de l'EHF |

### Journée 1
| 14 septembre 2017 18h15 | HC Motor Zaporijia     | 36 – 23   | Medvedi Tchekhov | Kharkiv Sport Hall, Kharkiv Affluence : 2 700 Arbitrage : Piechota, Leszczyński |
| 14 septembre 2017 18h15 | Aidenas Malašinskas, 7 | (21 - 16) | 2 joueurs 4      | Kharkiv Sport Hall, Kharkiv Affluence : 2 700 Arbitrage : Piechota, Leszczyński |
| 14 septembre 2017 18h15 | ×3                     | Rapport   | ×3 ×1            | Kharkiv Sport Hall, Kharkiv Affluence : 2 700 Arbitrage : Piechota, Leszczyński |

| 16 septembre 2017 17h30 | Montpellier Handball | 32 – 22   | Metalurg Skopje  | Sud de France Arena, Montpellier Affluence : 2 900 Arbitrage : Madsen, Mortensen |
| 16 septembre 2017 17h30 | Michaël Guigou 6     | (19 - 11) | Halil Jaganjac 6 | Sud de France Arena, Montpellier Affluence : 2 900 Arbitrage : Madsen, Mortensen |
| 16 septembre 2017 17h30 | ×2                   | Rapport   | ×3               | Sud de France Arena, Montpellier Affluence : 2 900 Arbitrage : Madsen, Mortensen |

| 17 septembre 2017 17h00 | Beşiktaş JK     | 26 – 30   | Sporting CP     | Recep Topaloğlu Sports Hall, Izmit Affluence : 1 000 Arbitrage : Andorka, Hucker |
| 17 septembre 2017 17h00 | Ramazan Döne 10 | (16 - 17) | Ivan Nikčević 6 | Recep Topaloğlu Sports Hall, Izmit Affluence : 1 000 Arbitrage : Andorka, Hucker |
| 17 septembre 2017 17h00 | ×2 ×3           | Rapport   | ×2              | Recep Topaloğlu Sports Hall, Izmit Affluence : 1 000 Arbitrage : Andorka, Hucker |

### Journée 2
| 23 septembre 2017 15h00 | Medvedi Tchekhov   | 24 – 28   | Montpellier Handball | Olimpiysky Sport Palace, Tchekhov Affluence : 900 Arbitrage : Baumgart, Wild |
| 23 septembre 2017 15h00 | Dmitrii Santalov 5 | (13 - 14) | Valentin Porte 8     | Olimpiysky Sport Palace, Tchekhov Affluence : 900 Arbitrage : Baumgart, Wild |
| 23 septembre 2017 15h00 | ×3                 | Rapport   | ×3 ×2                | Olimpiysky Sport Palace, Tchekhov Affluence : 900 Arbitrage : Baumgart, Wild |

| 24 septembre 2017 17h00 | Metalurg Skopje  | 27 – 31   | Beşiktaş Jimnastik Kulübü | Centre sportif Boris-Trajkovski, Skopje Affluence : 2 000 Arbitrage : Nabokau, Kulik |
| 24 septembre 2017 17h00 | Halil Jaganjac 9 | (14 - 14) | 2 joueurs 7               | Centre sportif Boris-Trajkovski, Skopje Affluence : 2 000 Arbitrage : Nabokau, Kulik |
| 24 septembre 2017 17h00 | ×2 ×1            | Rapport   | ×4 ×2                     | Centre sportif Boris-Trajkovski, Skopje Affluence : 2 000 Arbitrage : Nabokau, Kulik |

| 24 septembre 2017 19h00 | Sporting CP       | 23 – 31   | HC Motor Zaporijia | Pavilhão João Rocha, Lisbonne Affluence : 1 410 Arbitrage : Harabagiu, Stănescu |
| 24 septembre 2017 19h00 | Edmilson Araujo 5 | (11 - 15) | Igor Soroka 5      | Pavilhão João Rocha, Lisbonne Affluence : 1 410 Arbitrage : Harabagiu, Stănescu |
| 24 septembre 2017 19h00 | ×3 ×6 ×1          | Rapport   | ×3 ×6              | Pavilhão João Rocha, Lisbonne Affluence : 1 410 Arbitrage : Harabagiu, Stănescu |

### Journée 3
| 30 septembre 2017 15h00 | Medvedi Tchekhov   | 27 – 29   | Beşiktaş Jimnastik Kulübü | Olimpiysky Sport Palace, Tchekhov Affluence : 1 220 Arbitrage : Leandersson, Lindroos |
| 30 septembre 2017 15h00 | Dmitrii Santalov 6 | (17 - 13) | 2 joueurs 6               | Olimpiysky Sport Palace, Tchekhov Affluence : 1 220 Arbitrage : Leandersson, Lindroos |
| 30 septembre 2017 15h00 | ×4 ×5              | Rapport   | ×3 ×4                     | Olimpiysky Sport Palace, Tchekhov Affluence : 1 220 Arbitrage : Leandersson, Lindroos |

| 30 septembre 2017 17h30 | Metalurg Skopje   | 28 – 27   | Sporting CP  | Centre sportif Boris-Trajkovski, Skopje Affluence : 2 820 Arbitrage : Covalciuc, Covalciuc |
| 30 septembre 2017 17h30 | Halil Jaganjac 15 | (17 - 13) | 2 joueurs 10 | Centre sportif Boris-Trajkovski, Skopje Affluence : 2 820 Arbitrage : Covalciuc, Covalciuc |
| 30 septembre 2017 17h30 | ×4 ×2             | Rapport   | ×2 ×6        | Centre sportif Boris-Trajkovski, Skopje Affluence : 2 820 Arbitrage : Covalciuc, Covalciuc |

| 1er octobre 2017 17h00 | Montpellier Handball | 28 – 20   | HC Motor Zaporijia | Sud de France Arena, Montpellier Affluence : 3 000 Arbitrage : Horváth, Marton |
| 1er octobre 2017 17h00 | Valentin Porte 6     | (18 - 13) | Paweł Paczkowski 6 | Sud de France Arena, Montpellier Affluence : 3 000 Arbitrage : Horváth, Marton |
| 1er octobre 2017 17h00 | ×2 ×3                | Rapport   | ×2 ×3              | Sud de France Arena, Montpellier Affluence : 3 000 Arbitrage : Horváth, Marton |

### Journée 4
| 4 octobre 2017 20h00 | Sporting CP           | 31 – 30   | Medvedi Tchekhov | Pavilhão João Rocha, Lisbonne Affluence : 600 Arbitrage : Lah, Sok |
| 4 octobre 2017 20h00 | Frankis Carol Marzo 7 | (20 - 17) | 2 joueurs 7      | Pavilhão João Rocha, Lisbonne Affluence : 600 Arbitrage : Lah, Sok |
| 4 octobre 2017 20h00 | ×2 ×5                 | Rapport   | ×2 ×1            | Pavilhão João Rocha, Lisbonne Affluence : 600 Arbitrage : Lah, Sok |

| 8 octobre 2017 16h00 | HC Motor Zaporijia | 28 – 28   | Metalurg Skopje                      | Kharkiv Sport Hall, Kharkiv Arbitrage : Bounouara, Said |
| 8 octobre 2017 16h00 | Zakhar Denysov 8   | (12 - 18) | Aleksandar Gugleta, Halil Jaganjac 7 | Kharkiv Sport Hall, Kharkiv Arbitrage : Bounouara, Said |
| 8 octobre 2017 16h00 | ×3                 | Rapport   | ×2                                   | Kharkiv Sport Hall, Kharkiv Arbitrage : Bounouara, Said |

| 8 octobre 2017 16h00 | Beşiktaş JK     | 32 – 36   | Montpellier Handball | Recep Topaloğlu Sports Hall, Izmit Affluence : 1 100 Arbitrage : Leszczynski, Piechota |
| 8 octobre 2017 16h00 | Ramazan Döne 10 | (16 - 20) | Vid Kavtičnik 7      | Recep Topaloğlu Sports Hall, Izmit Affluence : 1 100 Arbitrage : Leszczynski, Piechota |
| 8 octobre 2017 16h00 | ×4 ×3           | Rapport   | ×2 ×4                | Recep Topaloğlu Sports Hall, Izmit Affluence : 1 100 Arbitrage : Leszczynski, Piechota |

### Journée 5
| 14 octobre 2017 15h00 | Medvedi Tchekhov   | 26 – 32   | Metalurg Skopje  | Olimpiysky Sport Palace, Tchekhov Affluence : 1 400 Arbitrage : Jorum, Kleven |
| 14 octobre 2017 15h00 | Dmitrii Santalov 6 | (15 - 15) | Halil Jaganjac 9 | Olimpiysky Sport Palace, Tchekhov Affluence : 1 400 Arbitrage : Jorum, Kleven |
| 14 octobre 2017 15h00 | ×1 ×3              | Rapport   | ×2 ×4            | Olimpiysky Sport Palace, Tchekhov Affluence : 1 400 Arbitrage : Jorum, Kleven |

| 14 octobre 2017 15h00 | Beşiktaş Jimnastik Kulübü | 28 – 28   | HC Motor Zaporijia | Recep Topaloğlu Sports Hall, Izmit Affluence : 940 Arbitrage : Pandzic, Mosorinski |
| 14 octobre 2017 15h00 | Nemanja Pribak 12         | (14 - 17) | Igor Soroka 7      | Recep Topaloğlu Sports Hall, Izmit Affluence : 940 Arbitrage : Pandzic, Mosorinski |
| 14 octobre 2017 15h00 | ×2 ×5                     | Rapport   | ×3                 | Recep Topaloğlu Sports Hall, Izmit Affluence : 940 Arbitrage : Pandzic, Mosorinski |

| 15 octobre 2017 17h00 | Sporting CP       | 29 – 33   | Montpellier Handball | Pavilhão João Rocha, Lisbonne Affluence : 1 502 Arbitrage : Konjicanin, Konjicanin |
| 15 octobre 2017 17h00 | Edmilson Araujo 6 | (11 - 19) | 2 joueurs 6          | Pavilhão João Rocha, Lisbonne Affluence : 1 502 Arbitrage : Konjicanin, Konjicanin |
| 15 octobre 2017 17h00 | ×2 ×4             | Rapport   | ×3 ×5                | Pavilhão João Rocha, Lisbonne Affluence : 1 502 Arbitrage : Konjicanin, Konjicanin |

### Journée 6
| 4 novembre 2017 17h00 | HC Motor Zaporijia | 28 – 22   | Beşiktaş JK      | Kharkiv Sport Hall, Kharkiv Affluence : 2 300 Arbitrage : Cindric, Gonzurek |
| 4 novembre 2017 17h00 | Barys Pukhouski 8  | (12 - 11) | Faruk Vražalić 8 | Kharkiv Sport Hall, Kharkiv Affluence : 2 300 Arbitrage : Cindric, Gonzurek |
| 4 novembre 2017 17h00 | ×3 ×4              | Rapport   | ×3               | Kharkiv Sport Hall, Kharkiv Affluence : 2 300 Arbitrage : Cindric, Gonzurek |

| 4 novembre 2017 17h30 | Montpellier Handball | 33 – 32   | Sporting CP      | Sud de France Arena, Montpellier Affluence : 3 000 Arbitrage : Brunner, Salah |
| 4 novembre 2017 17h30 | 2 joueurs 6          | (16 - 17) | Ivan Nikčević 11 | Sud de France Arena, Montpellier Affluence : 3 000 Arbitrage : Brunner, Salah |
| 4 novembre 2017 17h30 | ×2 ×4                | Rapport   | ×1 ×7            | Sud de France Arena, Montpellier Affluence : 3 000 Arbitrage : Brunner, Salah |

| 5 novembre 2017 17h00 | Metalurg Skopje | 26 – 29   | Medvedi Tchekhov   | Centre sportif Boris-Trajkovski, Skopje Affluence : 2 500 Arbitrage : Hermann, Madsen |
| 5 novembre 2017 17h00 | Božo Anđelić 5  | (12 - 17) | Dmitrii Santalov 7 | Centre sportif Boris-Trajkovski, Skopje Affluence : 2 500 Arbitrage : Hermann, Madsen |
| 5 novembre 2017 17h00 | ×3 ×2           | Rapport   | ×2 ×5              | Centre sportif Boris-Trajkovski, Skopje Affluence : 2 500 Arbitrage : Hermann, Madsen |

### Journée 7
| 11 novembre 2017 14h00 | Medvedi Tchekhov    | 30 – 30   | HC Motor Zaporijia    | Olimpiysky Sport Palace, Tchekhov Affluence : 1 300 Arbitrage : Panayides, Andreou |
| 11 novembre 2017 14h00 | Dmitrii Santalov 10 | (15 - 17) | Aidenas Malašinskas 7 | Olimpiysky Sport Palace, Tchekhov Affluence : 1 300 Arbitrage : Panayides, Andreou |
| 11 novembre 2017 14h00 | ×3                  | Rapport   | ×3                    | Olimpiysky Sport Palace, Tchekhov Affluence : 1 300 Arbitrage : Panayides, Andreou |

| 11 novembre 2017 19h00 | Sporting CP | 34 – 27   | Beşiktaş Jimnastik Kulübü | Pavilhão João Rocha, Lisbonne Affluence : 1 114 Arbitrage : Baumgart, Wild |
| 11 novembre 2017 19h00 | 2 joueurs 6 | (17 - 12) | Ramazan Döne 7            | Pavilhão João Rocha, Lisbonne Affluence : 1 114 Arbitrage : Baumgart, Wild |
| 11 novembre 2017 19h00 | ×2 ×3       | Rapport   | ×3 ×5                     | Pavilhão João Rocha, Lisbonne Affluence : 1 114 Arbitrage : Baumgart, Wild |

| 12 novembre 2017 19h00 | Metalurg Skopje | 21 – 27   | Montpellier Handball | Centre sportif Boris-Trajkovski, Skopje Affluence : 2 500 Arbitrage : Alvarez Mata, Bustamante Lopez |
| 12 novembre 2017 19h00 | 3 joueurs 5     | (14 - 16) | 2 joueurs 6          | Centre sportif Boris-Trajkovski, Skopje Affluence : 2 500 Arbitrage : Alvarez Mata, Bustamante Lopez |
| 12 novembre 2017 19h00 | ×3              | Rapport   | ×2 ×3                | Centre sportif Boris-Trajkovski, Skopje Affluence : 2 500 Arbitrage : Alvarez Mata, Bustamante Lopez |

### Journée 8
| 18 novembre 2017 15h00 | Beşiktaş Jimnastik Kulübü | 32 – 29   | Metalurg Skopje     | Recep Topaloğlu Sports Hall, Izmit Affluence : 1 500 Arbitrage : Brkic, Jusufhodzic |
| 18 novembre 2017 15h00 | 2 joueurs 7               | (13 - 15) | Filip Kuzmanovski 6 | Recep Topaloğlu Sports Hall, Izmit Affluence : 1 500 Arbitrage : Brkic, Jusufhodzic |
| 18 novembre 2017 15h00 | ×3 ×5                     | Rapport   | ×3 ×4               | Recep Topaloğlu Sports Hall, Izmit Affluence : 1 500 Arbitrage : Brkic, Jusufhodzic |

| 18 novembre 2017 17h00 | HC Motor Zaporijia    | 32 – 29   | Sporting CP           | Kharkiv Sport Hall, Kharkiv Affluence : 2 400 Arbitrage : Gousko, Repkin |
| 18 novembre 2017 17h00 | Aidenas Malašinskas 8 | (14 - 15) | Frankis Carol Marzo 7 | Kharkiv Sport Hall, Kharkiv Affluence : 2 400 Arbitrage : Gousko, Repkin |
| 18 novembre 2017 17h00 | ×1 ×3 ×2              | Rapport   | ×2 ×4                 | Kharkiv Sport Hall, Kharkiv Affluence : 2 400 Arbitrage : Gousko, Repkin |

| 19 novembre 2017 19h00 | Montpellier Handball | 34 – 23   | Medvedi Tchekhov   | Sud de France Arena, Montpellier Affluence : 2 850 Arbitrage : Katsikis, Michailidis |
| 19 novembre 2017 19h00 | Théophile Caussé 6   | (15 - 11) | Dmitrii Santalov 5 | Sud de France Arena, Montpellier Affluence : 2 850 Arbitrage : Katsikis, Michailidis |
| 19 novembre 2017 19h00 | ×1 ×5                | Rapport   | ×4                 | Sud de France Arena, Montpellier Affluence : 2 850 Arbitrage : Katsikis, Michailidis |

### Journée 9
| 25 novembre 2017 14h00 | Medvedi Tchekhov | 30 – 27   | Sporting CP   | Olimpiysky Sport Palace, Tchekhov Affluence : 1 000 Arbitrage : Covalciuc, Covalciuc |
| 25 novembre 2017 14h00 | Maxim Kuretkov 8 | (16 - 13) | Tiago Rocha 9 | Olimpiysky Sport Palace, Tchekhov Affluence : 1 000 Arbitrage : Covalciuc, Covalciuc |
| 25 novembre 2017 14h00 | ×2               | Rapport   | ×3            | Olimpiysky Sport Palace, Tchekhov Affluence : 1 000 Arbitrage : Covalciuc, Covalciuc |

| 25 novembre 2017 17h30 | Metalurg Skopje      | 22 – 30   | HC Motor Zaporijia | Centre sportif Boris-Trajkovski, Skopje Affluence : 2 000 Arbitrage : Opava, Valek |
| 25 novembre 2017 17h30 | Darko Dimitrievski 5 | (11 - 16) | Artem Kozakevych 5 | Centre sportif Boris-Trajkovski, Skopje Affluence : 2 000 Arbitrage : Opava, Valek |
| 25 novembre 2017 17h30 | ×2                   | Rapport   | ×4 ×5              | Centre sportif Boris-Trajkovski, Skopje Affluence : 2 000 Arbitrage : Opava, Valek |

| 26 novembre 2017 17h00 | Montpellier Handball   | 28 – 33   | Beşiktaş JK | Sud de France Arena, Montpellier Affluence : 2 800 Arbitrage : Herczeg, Südi |
| 26 novembre 2017 17h00 | Jonas Truchanovičius 6 | (14 - 19) | 4 joueurs 6 | Sud de France Arena, Montpellier Affluence : 2 800 Arbitrage : Herczeg, Südi |
| 26 novembre 2017 17h00 | ×3                     | Rapport   | ×3 ×2       | Sud de France Arena, Montpellier Affluence : 2 800 Arbitrage : Herczeg, Südi |

### Journée 10
| 2 décembre 2017 21h00 | Sporting CP | 31 – 27   | Metalurg Skopje | Pavilhão João Rocha, Lisbonne Affluence : 415 Arbitrage : Bonifert, Oláh |
| 2 décembre 2017 21h00 | 2 joueurs 7 | (12 - 15) | Vanja Ilić 6    | Pavilhão João Rocha, Lisbonne Affluence : 415 Arbitrage : Bonifert, Oláh |
| 2 décembre 2017 21h00 | ×3 ×5       | Rapport   | ×2 ×7 ×2        | Pavilhão João Rocha, Lisbonne Affluence : 415 Arbitrage : Bonifert, Oláh |

| 3 décembre 2017 15h00 | Beşiktaş JK  | 33 – 29   | Medvedi Tchekhov   | Recep Topaloğlu Sports Hall, Izmit Affluence : 1 000 Arbitrage : Vesovic, Mitrovic |
| 3 décembre 2017 15h00 | Mijo Tomic 9 | (16 - 12) | Dmitrii Santalov 6 | Recep Topaloğlu Sports Hall, Izmit Affluence : 1 000 Arbitrage : Vesovic, Mitrovic |
| 3 décembre 2017 15h00 | ×3 ×4        | Rapport   | ×3 ×2              | Recep Topaloğlu Sports Hall, Izmit Affluence : 1 000 Arbitrage : Vesovic, Mitrovic |

| 3 décembre 2017 15h00 | HC Motor Zaporijia | 31 – 30   | Montpellier Handball | Kharkiv Sport Hall, Kharkiv Affluence : 2 400 Arbitrage : Boricic, Markovic |
| 3 décembre 2017 15h00 | Barys Pukhouski 8  | (14 - 12) | Vid Kavtičnik 6      | Kharkiv Sport Hall, Kharkiv Affluence : 2 400 Arbitrage : Boricic, Markovic |
| 3 décembre 2017 15h00 | ×3 ×5              | Rapport   | ×3 ×2                | Kharkiv Sport Hall, Kharkiv Affluence : 2 400 Arbitrage : Boricic, Markovic |

## Demi-finales de qualification
Le vainqueur de chacune des deux demi-finales de qualification obtient sa qualification pour les huitièmes de finale. Les matchs se déroulent le 24 février 2018 (aller) et le 4 mars 2018 (retour) :
| Match | Club               | Aller           | Aller   | Score total | Retour  | Retour      | Club                 |
| Match | Club               | Date            | Score   | Score total | Score   | Date        | Club                 |
| ----- | ------------------ | --------------- | ------- | ----------- | ------- | ----------- | -------------------- |
| K1    | CB Ademar León     | 24 février 2018 | 24 – 28 | 43 – 48     | 19 – 20 | 4 mars 2018 | Montpellier Handball |
| K2    | HC Motor Zaporijia | 24 février 2018 | 32 – 30 | 58 – 63     | 26 – 33 | 4 mars 2018 | Skjern Håndbold      |

| 24 février 2018 19h30 | CB Ademar León | 24 – 28 | Montpellier Handball | Palais des sports de León, León Affluence : 4 000 Arbitrage : Schulze, Tönnies |
| 24 février 2018 19h30 | Costoya 5      | (12–14) | Richardson 9         | Palais des sports de León, León Affluence : 4 000 Arbitrage : Schulze, Tönnies |
| 24 février 2018 19h30 | ×4 ×1          | Rapport | ×2 ×4                | Palais des sports de León, León Affluence : 4 000 Arbitrage : Schulze, Tönnies |

| 4 mars 2018 17h00 | Montpellier Handball | 20 – 19  | CB Ademar León | Palais des sports René-Bougnol, Montpellier Arbitrage : Vešović, Mitrović |
| 4 mars 2018 17h00 | Kavtičnik 6          | (13 - 8) | Marques 5      | Palais des sports René-Bougnol, Montpellier Arbitrage : Vešović, Mitrović |
| 4 mars 2018 17h00 | ×3 ×4 ×0             | Rapport  | ×3 ×0          | Palais des sports René-Bougnol, Montpellier Arbitrage : Vešović, Mitrović |

| 24 février 2018 17h00 | HC Motor Zaporijia | 32 – 30 | Skjern Håndbold | Kharkiv Sport Hall, Kharkiv Affluence : 2 700 Arbitrage : Jurinović, Mrvica |
| 24 février 2018 17h00 | Kozakevitch 8      | (19–14) | Olsson 9        | Kharkiv Sport Hall, Kharkiv Affluence : 2 700 Arbitrage : Jurinović, Mrvica |
| 24 février 2018 17h00 | ×3                 | Rapport | ×3 ×1           | Kharkiv Sport Hall, Kharkiv Affluence : 2 700 Arbitrage : Jurinović, Mrvica |

| 4 mars 2018 15h10 | Skjern Håndbold | 33 – 26   | HC Motor Zaporijia | Skjern Bank Arena, Skjern Arbitrage : Baranowski, Lemanowicz |
| 4 mars 2018 15h10 | Myrhol 7        | (20 - 15) | Denysov 7          | Skjern Bank Arena, Skjern Arbitrage : Baranowski, Lemanowicz |
| 4 mars 2018 15h10 | ×3 ×2 ×0        | Rapport   | ×3 ×5 ×0           | Skjern Bank Arena, Skjern Arbitrage : Baranowski, Lemanowicz |